# 따오섬

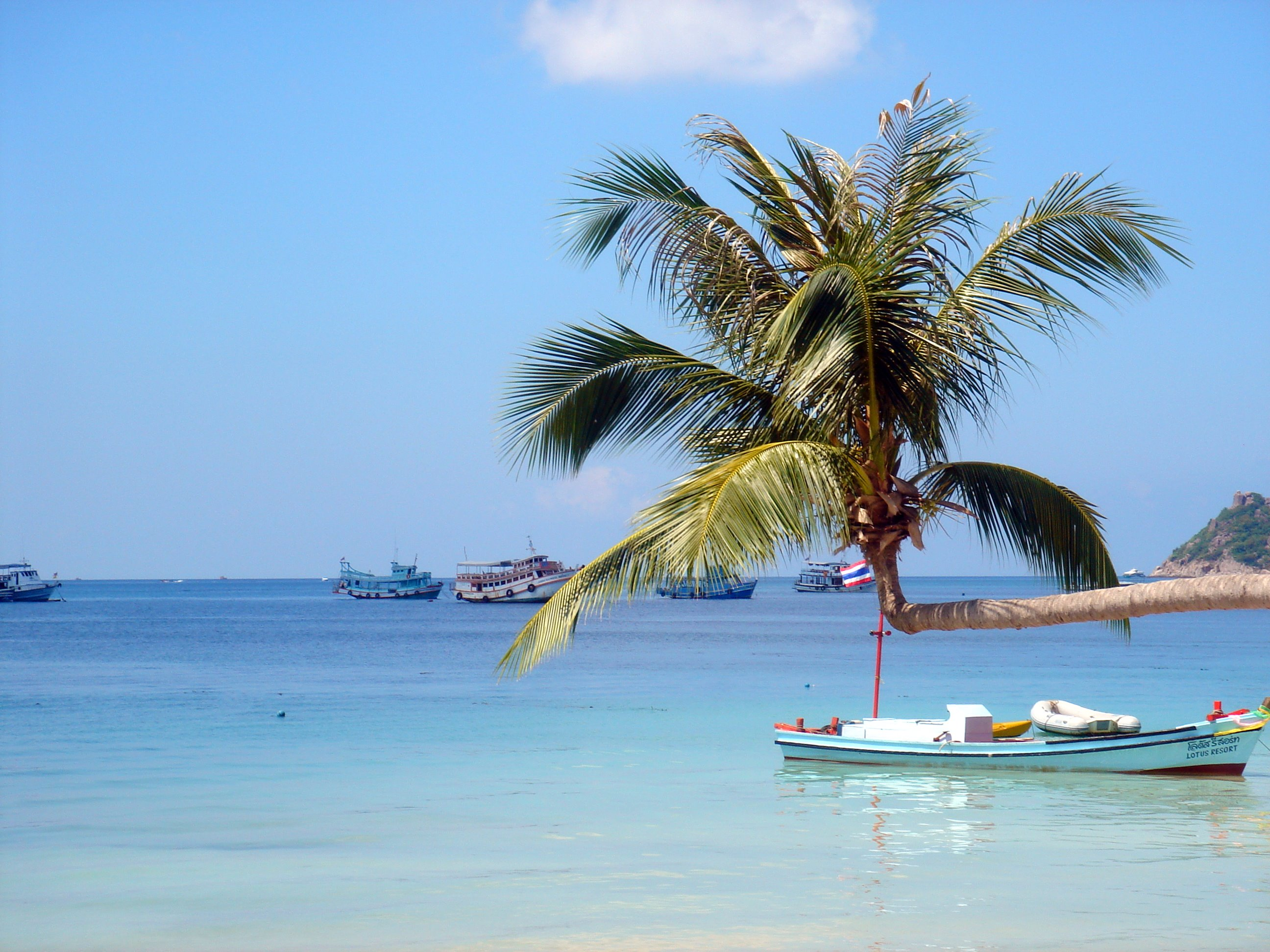
따오섬

따오섬(태국어: เกาะเต่า 꼬따오[*])은 태국의 타이만에 있는 섬의 하나이다. 행정 구역으로서는 수랏타니주, 꼬팡안군의 관할에 있고, 주변의 네 개의 섬과 함께 하나의 땀본을 형성한다. 섬의 면적은 21km2이고 인구는 2006년 기준으로 1382명이다.

## 명칭
꼬는 '섬', 따오는 '거북이'이므로 꼬 따오는 '거북이의 섬'이라는 의미이다.

## 개요

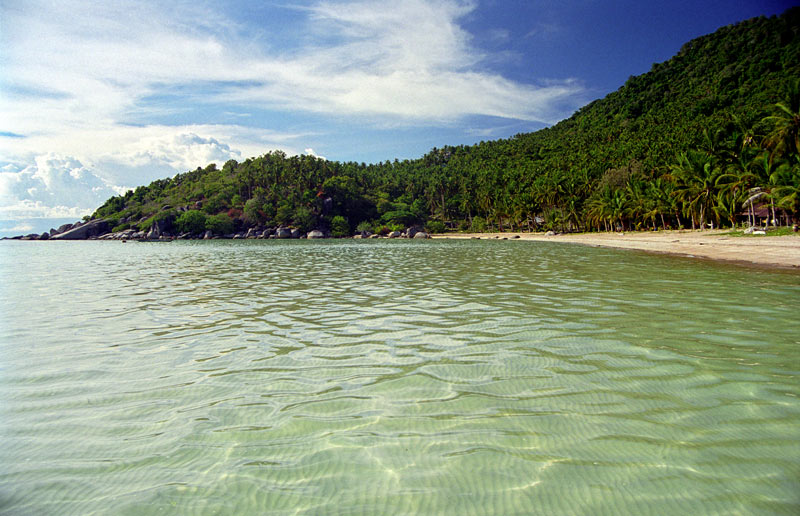
사이리 해변

따오섬은 스쿠버다이빙이 번성한 섬이지만, 주변의 사무이섬이나 팡안섬에 비해 지명도가 적기 때문에, 관광객은 비교적 적다. 접근은 팡안 섬으로부터 1시간, 수랏타니로부터 6시간, 춤폰으로부터 2시간 정도이다.
본토나 외부의 섬으로부터 온 배는 모두 반매핫으로 불리는 작은 마을에 입항한다. 섬의 해변으로서는 사이리 해변이 유명하다. 사이리 해변의 모래사장은 섬의 서쪽의 해안 거의 전역에 1.7km에 걸쳐 계속되고 있고 곳곳에 바위가 있는 구조이다.